# Datenkompetenz
Datenkompetenz bzw. Data Literacy steht für die im 21. Jahrhundert notwendige Fähigkeit, Daten auf kritische Art und Weise zu sammeln, zu managen, zu bewerten und anzuwenden (2015).
Der Begriff selbst entwickelte sich in der Zeit um das Jahr 2000 und wurde durch Rahmenwerke der Europäischen Kommission und des Hochschulforums Digitalisierung in Zusammenarbeit mit dem Stifterverband für die Deutsche Wissenschaft weiter verfestigt. So beschreiben Grillenberger und Romeike (2019) den Begriff Data Literacy als eine Zusammenfassung „vielfältiger Kompetenzen hinsichtlich des Umgangs mit und der Nutzung von Daten, die heute in allen Bereichen der Gesellschaft von Bedeutung sind“ und ordnen Data Literacy stärker in die Fragestellung ein, „wie diese Fähigkeiten erlernt bzw. gelehrt werden können“, da neben der Ausbildung in Data Science, die ein vertieftes Wissen im Umgang von Daten bedingt, auch die Ausbildung von Data-Literacy-Kompetenzen für alle Menschen als wichtig angesehen werden muss, wodurch grundlegende Aspekte der Datenerfassung, -speicherung, -verarbeitung und -analyse sowie der Arbeit mit entsprechenden Ergebnissen (und deren Verständnis) in alle Disziplinen und Lebensbereiche Einzug halten. Damit rückt Data Literacy (auch politisch) mehr in die Notwendigkeit des generellen "Lehren und Erlernen von Datenkompetenzen".
Datenkompetenz zu erlangen, wird zur gesellschaftlichen Aufgabe, deren Bedeutung bereits 2009 von Googles Chief Economist Hal Varian wie folgt beschrieben wurde: “The ability to take data – to be able to understand it, to process it, to extract value from it, to visualize it, to communicate it’s going to be a hugely important skill in the next decades, not only at the professional level but even at the educational level for elementary school kids, for high school kids, for college kids.”. In der aktuellen Literatur (2022) steht Data Literacy für ein breit angelegtes Bewusstsein und Verständniszielbild in unserer Gesellschaft, dass Daten unser tägliches Leben bestimmen (Datafizierung) und dass sie einen wesentlichen Beitrag zur Lösung einfacher wie komplexer Fragestellungen unserer Zukunft leisten (können).

## Das Framework Future Skills Data Literacy
In Anlehnung an Ridsdale und andere Autoren werden sechs Kompetenzbereiche definiert. Mit dem im September 2019 veröffentlichten Framework Future Skills Data Literacy wurde ein Rahmen für die Hochschulausbildung formuliert und die Voraussetzungen für die Messung von Qualität und Wirkung in der Lehre geschaffen.
Dabei verlagerte sich die Perspektive hin zu einer zyklischen Darstellung des Prozesses („Data informed decision making cycle“). Diese Darstellungsweise betont die Integration der Datenanalyse in eine konkrete Forschungsfrage oder Entscheidungssituation, während die Statistik-Ausbildung an den Hochschulen den Erwerb von Fachwissen und das Erlernen von Methoden in den Vordergrund stellt.
Grundsätzlich wird bei Data Literacy mit dieser Perspektive zwischen den Fähigkeiten der kodierenden und der dekodierenden Akteure unterschieden.
Insgesamt umfasst der Katalog für Datenkompetenzen sechs Bereiche mit den folgenden Fähigkeiten:
| Framework Future Skills Data Literacy | Framework Future Skills Data Literacy       | Framework Future Skills Data Literacy |
| ------------------------------------- | ------------------------------------------- | --- |
| Kodieren                              |                                             | |
| A Datenkultur etablieren              | A1: Daten-Anwendung identifizieren          | Identifiziert Wissenslücken und Hintergrundinformationen, identifiziert auf dieser Basis eine konkrete Aufgabenstellung, die mit Hilfe von Daten gelöst werden kann, besitzt eine Vorstellung vom möglichen Wertbeitrag der Daten                                                          |
| A Datenkultur etablieren              | A2: Daten-Anwendung spezifizieren           | Definiert Minimal- und optionale Anforderungen, definiert Abgrenzungen zu anderen Aufgaben, strukturiert den Prozessablauf in Objekte und deren Beziehungen, leitet messbare Objekte und Hypothesen über deren Zusammenhänge ab, kommuniziert die Anforderungen gegenüber Sachverständigen |
| A Datenkultur etablieren              | A3: Daten-Anwendung koordinieren            | Planung und Koordinierung eines Datenprojekts, ggf. mit Beteiligung von weiteren Personen (aus interdisziplinären Bereichen) |
| B Daten bereitstellen                 | B1.1: Daten Anwendung modellieren           | Bildet die messbaren Objekte in Variablen mit definierbaren Eigenschaften und deren Beziehungen in einer Modellstruktur ab |
| B Daten bereitstellen                 | B1.2: Datenschutz und -sicherheit einhalten | Beachtet Richtlinien für sichere und ethisch fundierte Datenverarbeitung und setzt sie sinngemäß um, wo keine eindeutigen Richtlinien definiert sind |
| B Daten bereitstellen                 | B.2.1: Datenquellen identifizieren          | Identifiziert verschiedene gängige und neuartige Datenquellen (intern, extern) und bewertet deren Zugänglichkeit, Relevanz und Nutzbarkeit |
| B Daten bereitstellen                 | B.2.2: Daten integrieren                    | Liest Daten in verschiedenen Formaten automatisiert ein, integriert sie und dokumentiert die Integration |
| B Daten bereitstellen                 | B.3.1: Daten verifizieren                   | Prüft die Datenqualität hinsichtlich verschiedener Kriterien (Korrektheit, Relevanz, Repräsentativität, Vollständigkeit) Dokumentiert die Prüfung systematisch |
| B Daten bereitstellen                 | B.3.2: Daten aufbereiten                    | Bereinigt Daten, korrigiert Fehler, imputiert fehlende Werte, standardisiert und transformiert Daten, filtert relevante Daten für eine jeweilige Fragestellung, verknüpft Daten |
| C Daten auswerten                     | C.1: Daten analysieren                      | Verbalisiert die Ergebnisse von Datenanalysen in verschiedenen Textformen sach- und zweckorientiert |
| C Daten auswerten                     | C.2: Daten visualisieren                    | Setzt statische und dynamische Visualisierungen unter Zuhilfenahme der geeigneten Werkzeuge sach- und zweckorientiert ein |
| C Daten auswerten                     | C.3: Daten verbalisieren                    | Interpretiert Datenprodukte (Statistiken, Modellergebnisse) in verbalisierter Form bzw. prüft kritisch die explizit oder implizit gelieferte Interpretation |
| Dekodieren                            |                                             | |
| D Ergebnisse Interpretieren           | D.1: Datenanalysen interpretieren           | Interpretiert Datenprodukte (Statistiken, Modellergebnisse) in verbalisierter Form bzw. prüft kritisch die explizit oder implizit gelieferte Interpretation |
| D Ergebnisse Interpretieren           | D.2: Daten-Visualisierungen interpretieren  | Interpretiert Grafiken und zieht Schlüsse auf wesentliche Elemente und Zusammenhänge bzw. prüft kritisch die explizit oder implizit gelieferte Interpretation |
| D Ergebnisse Interpretieren           | D.3: Daten-Verbalisierungen interpretieren  | Interpretiert statistische Kennwerte und Modelle dahingehend, dass Schlüsse auf zugrundeliegende Datenpunkte und Zusammenhänge gezogen oder Prognosen durchgeführt werden |
| E Daten interpretieren                | E.1: Standardisierung entschlüsseln         | Verwendete statistische Methoden erkennen, einschätzen und interpretieren können; Erkennung der Transformation der Daten |
| E Daten interpretieren                | E.2: Daten-Beschaffung rückverfolgen        | Basierend auf der Analyse und den mitgelieferten Informationen kann zurückverfolgt werden, wie die Daten beschafft wurden, aus welcher Quelle sie stammen und welches Vertrauen man den Daten schenken kann                                                                                |
| E Daten interpretieren                | E.3: Daten-Konzept rekonstruieren           | Rückschlüsse zur Datengrundlage sowie potentiellen Fehlschlüssen können gezogen werden |
| F Handeln ableiten                    | F.1: Handlungsmöglichkeiten identifizieren  | Identifiziert konkrete Handlungsmöglichkeiten, deren Einschätzung und Bewertung mit Daten ausgewertet werden kann; besitzt eine Vorstellung vom möglichen Wertbeitrag der Daten bei der Ableitung von Handlungsmöglichkeiten                                                               |
| F Handeln ableiten                    | F.2: Datengetriebenes Handeln               | Beschreibt Integrieren von Ergebnissen in den Entscheidungsprozess und das Basieren von Handeln auf diesen Ergebnissen |
| F Handeln ableiten                    | F.3: Wirkung evaluieren                     | Beschreibt die Auswertung des datenbasierten Handels aufgrund deren Wirksamkeit |